# Flok
Flok je dřevěný kolíček, který používali ševci, když ještě neexistovala strojní výroba bot. 

## Popis
Byly to hranaté, drobné dřevěné kolíčky, nejčastěji ze smrkového dřeva, délky asi 1,5 cm. Natloukaly se zespodu, většinou do zimní obuvi po jejím obvodu, někdy i ve dvou řadách do kůže - podešvi. Tím byly boty zpevněny, neboť pouhé lepidlo - pop - tehdy nestačilo a sešití také ne. Po ochození podrážky se tato obnovila, opět pomocí floků. Zimní boty měly několik vrstev kůže na podrážce, mnohdy i více než 3 cm na výšku.

## Přenesený význam
V hovorové češtině má spojení „nemít ani floka“ význam „být bez peněz“.